# 海岸通 (名古屋市)
海岸通（かいがんとおり）は、愛知県名古屋市港区の地名。

## 歴史

### 沿革
- 1925年（大正14年）4月1日 - 南区築地の一部により、同区海岸通として成立[2]。
- 1928年（昭和3年）3月1日 - 一部が港本町に編入される[2]。
- 1935年（昭和10年）6月1日 - 埋立地を編入する[2]。（4.9ヘクタール[3]）
- 1937年（昭和12年）
  - 6月15日 - 埋立地を編入する[2]。
  - 10月1日 - 港区編入に伴い、同区海岸通となる[2]。
  - 11月1日 - 埋立地を編入する[2]。
- 1973年（昭和48年）10月20日 - 入船一丁目に編入される[2]。
- 1974年（昭和49年）12月9日 - 入船二丁目・西倉町・港町にそれぞれ編入され消滅[2]。